# Barrage (film, 2005)
Pour les articles homonymes, voir Barrage (homonymie).
Pour plus de détails, voir Fiche technique et Distribution.
Barrage est un film français réalisé par Raphaël Jacoulot, sorti en 2005.

## Synopsis
Sabine a trente ans, elle vit seule avec son fils Thomas qui en a quinze. Elle décide d'emménager avec Thomas dans une maison isolée près d'un barrage... La situation dérive entre le fantastique et l'énigme.

## Fiche technique
- Titre : Barrage
- Réalisation : Raphaël Jacoulot
- Scénario : Raphaël Jacoulot et Lise Macheboeuf
- Producteur délégué : Rachid Bouchareb, Jean Bréhat
- Producteur exécutif : Muriel Merlin
- Production : Tessalit Productions
- Musique : Olivier Pianko
- Photographie : Benoît Chamaillard
- Montage : Myriam Strugalla
- Décors : Véronique Grosperrin
- Costumes : Cédric Grenapin
- Pays de production :  France
- Format : couleur - 35 mm
- Genre : drame
- Durée : 93 min minutes
- Dates de sortie :
  - Allemagne 17 février 2005[1]
  - 22 mars 2006[Où ?]

## Distribution
- Nade Dieu : Sabine
- Hadrien Bouvier : Thomas
- Anaïs Demoustier : Lydie
- Pierre Berriau : Le voisin
- Aurélia Petit : Laurence
- Jean-Michel Fête : David
- Mathieu Klepandy : L'enfant
- Max Bouvard : Nicolas
- Jacques Ville : L'officier de police
- Eric Borgen : Le médecin de campagne

## Autour du film
Propos du réalisateur : « Mon travail est une exploration des dysfonctionnements de la cellule familiale. Dans Barrage, la mère refuse de voir son fils grandir et s'éloigner d'elle. »
« Je n'ai pas abordé le sujet sous l'angle de la psychologie, mais à travers des questions de mise en scène et d'incarnation : des visages, des présences, des corps et des voix qui allaient se transformer. »

## Distinctions
Barrage a été sélectionné, en 2005, au Festival de Berlin et à celui de Namur.